# Заґаєв
Заґаєв (пол. Zagajew) — село в Польщі, у гміні Варта Серадзького повіту Лодзинського воєводства.
Населення — 222 особи (2011).
У 1975-1998 роках село належало до Серадзького воєводства.

## Демографія
Демографічна структура станом на 31 березня 2011 року:
|          | Загалом | Допрацездатний вік | Працездатний вік | Постпрацездатний вік |
| -------- | ------- | ------------------ | ---------------- | -------------------- |
| Чоловіки | 114     | 24                 | 77               | 13                   |
| Жінки    | 108     | 14                 | 62               | 32                   |
| Разом    | 222     | 38                 | 139              | 45                   |